# Блавдзевич, Николай Павлович
Никола́й Па́влович Блавдзе́вич (21 апреля 1866 — 23 июня 1931) — генерал-майор Российской императорской армии, участник Первой мировой войны. Кавалер ордена Святого Георгия 4-й степени (1915) и Георгиевского оружия (1915). После Октябрьской революции принял сторону большевиков. В ноябре 1930 года был арестован и 23 июня 1931 года расстрелян. В 1989 году был реабилитирован.

## Биография
Из дворян Могилевской губернии. Общее образование получил в Московском кадетском корпусе, после которого закончил 3-е Александровское военное училище по 1 разряду и Офицерскую артиллерийскую школу "отлично".

## Награды
Николай Павлович Блавдзевич был удостоен следующих наград:
- Орден Святого Георгия 4-й степени (Высочайший приказ от 12 ноября 1915)
«за то, что в боях 26—30-го мая 1915 года у ф. Аукштельки искусным действием своего дивизиона, поставленного в одной версте за пехотными цепями, находясь под действительным артилерийским и ружейным огнем, привлек на себя огонь многочисленной артилерии противника, имевшей орудия шести и одиннадцати-дюймового калибра, кроме полевой, отбил 11 стремительных атак и дал нашей пехоте возможность вполне закончить укрепление занятой позиции»;
- Георгиевское оружие (Высочайший приказ от 21 июня 1915)
«за то, что, командуя 2-м дивизионом той же бригады 24-го февраля 1915 года, по овладении нами м. Лодзее, когда немцы превосходными силами повели энергичное наступление на занявшую Лодзее нашу бригаду пехоты, при которой находился со своим дивизионом, быстро занял последним позицию и своим огнем приостановил наступление противника, что дало возможность пехоте устроиться на занятой позиции. Своим мужеством, стойкостью и самообладанием, лично руководя огнем дивизиона под сильным огнем немецкой артилерии, достиг того, что последняя не могла развить всей силы своего огня, атаки были отражаемы, а когда получено было распоряжение об отходе, продолжал огонь, отходя перекатами, сохраняя в движении полный порядок и тем облегчил положение бригады, сильно теснимой противником»;
- Орден Святого Владимира 4-й степени с мечами и бантом (утверждён Высочайшим приказом от 12 декабря 1915);
- Орден Святой Анны 2-й степени с мечами (5 февраля 1913); мечи к ордену (Высочайший приказ от 2 августа 1915);
- Орден Святой Анны 3-й степени с мечами и бантом (дата награждения орденом неизвестна); мечи и бант к ордену (утверждены Высочайшим приказом от 20 мая 1916);
- Орден Святого Станислава 2-й степени (1909); мечи к ордену (утверждены Высочайшим приказом от 24 июня 1916).